# Willersey
Willersey é uma paróquia e aldeia do distrito de Cotswold, no condado de Gloucestershire, na Inglaterra. De acordo com o Censo de 2011, tinha 816 habitantes. Tem uma área de 5,09 km².